# 吉田鉄太郎
吉田 鉄太郎（よしだ てつたろう、1975年7月26日 - ）は、ラジオ沖縄報道部アナウンサー。
高知さんさんテレビのアナウンサーの後、沖縄県でフリーアナウンサー、ラジオパーソナリティー、記者として活動。旧所属事務所はキャラOKINAWA。

## 来歴・人物
沖縄県読谷村出身。早稲田大学政治経済学部卒業後の2001年に高知さんさんテレビへ入社した。高知さんさんテレビ退社後は、2004年からFM新潟で1年ほどアナウンサーを務めた後、地元・沖縄に戻りフリーアナウンサーとして活動後、琉球放送にて報道スポーツの仕事に従事していた。さらに2022年琉球朝日放送で記者業務に従事。2025年1月にラジオ沖縄に入社。

## 現在担当している番組
- NEWS・天気予報 - ティーサージ・パラダイス（ラジオ沖縄）内。他のアナウンサーと交代で担当。
- 3時のニュース - 華華天国（ラジオ沖縄）内。他のアナウンサーと交代で担当。
- SPLASH!!! - 2025年3月31日より月曜日担当

## 過去に担当していた番組
- RBC THE NEWS - スポーツコーナー担当（RBC琉球放送）
- FMモーニングビュー（エフエム沖縄）
- FMモーニングビュー サンデーフラッシュ - 日曜日（エフエム沖縄）
- 夕暮れドキドキ!木曜日担当（FMちゃたん&ニライ）

### 高知さんさんテレビ時代
- FNNスピーク
- SunSunスーパーニュースウィークエンド
- 高校野球実況